# Ernest Flandin
Pour les articles homonymes, voir Flandin.
Ernest Flandin, né le 19 juin 1868 à Caen (Calvados) et mort le 12 mars 1943 à Saint-Cloud (Hauts-de-Seine), est un homme politique français.

## Biographie
Fils d'Anatole Flandin, député du Calvados, petit-fils de Louis Flandin, représentant en 1848. Docteur en droit, il est avocat au barreau de Paris. Il sert avec le grade de capitaine durant la Première Guerre mondiale. 
Il est conseiller général et député du Calvados de 1902 à 1932, siégeant à droite. Il s'intéresse aux questions militaires, notamment relatives à la Marine, devenant vice-président de la Commission de l'armée, et est l'un des grands défenseurs des bouilleurs de cru.
En mai 1920, il est nommé membre du comité directeur de la Ligue des patriotes présidée par Maurice Barrès.
Il est président de la Société d'agriculture de l'arrondissement de Pont-l'Évêque de 1927 à 1934.

## Sources
- « Ernest Flandin », dans le Dictionnaire des parlementaires français (1889-1940), sous la direction de Jean Jolly, PUF, 1960 [détail de l’édition]